# Andrena rehni
Andrena rehni är en biart som beskrevs av Henry Lorenz Viereck 1907. Andrena rehni ingår i släktet sandbin, och familjen grävbin. Inga underarter finns listade i Catalogue of Life.